# Gonolobus albomarginatus
Gonolobus albomarginatus är en oleanderväxtart som först beskrevs av Henri François Pittier, och fick sitt nu gällande namn av R. E. Woodson. Gonolobus albomarginatus ingår i släktet Gonolobus och familjen oleanderväxter. Inga underarter finns listade i Catalogue of Life.